# Baoni (stato)
Lo Stato di Baoni fu uno stato principesco del subcontinente indiano, avente per capitale la città di Kadaura.

## Storia
Lo stato di Baoni venne fondato nel 1784 da Imad al-Din al-Mulk Ghazi Khan, di un ramo della dinastia degli Asaf Jahi, imparentati coi nizam ed i visir dell'Impero moghul. All'epoca della fondazione dello stato, il primo sovrano locale aveva fatto un contratto per ottener dal pascià dei Maratha uno jagir con 52 villaggi presso Kalpi.
Lo stato divenne un protettorato britannico nel 1806, a seguito della sconfitta della Confederazione maratha. La capitale venne spostata da Kalpi a Kadaura nel 1815.
L'ultimo regnante locale, Muhammad al-Hasan Mushtaq, siglò l'ingresso nell'Unione Indiana il 15 agosto 1947 ma continuò a governare de facto lo stato anche quando questo entrò a far parte del nuovo stato di Vindhya Pradesh il 2 aprile 1948, rimanendo capo dello stato sino al 31 dicembre 1949.

## Governanti
I governanti dello stato di Baoni avevano il titolo di Nawab.

### Nawab
- 1784 -  1 settembre 1800         Ghazi ud-Din Khan Feroze Jung III    (n. 1736 - m. 1800)
- 1 settembre 1800 – 11 maggio 1815  Naser ad-Dowla                     (n. c.1756 - m. 1815)
- 11 maggio 1815 – 18 ottobre 1838  Amir al-Molk                       (m. 1838)
- 18 ottobre 1838 – 18 agosto 1859  Mohammad Hosayn                    (m. 1859)
- 18 agosto 1859 -  5 ottobre 1883  Emam ad-Dowla Hosayn               (m. 1895)
- 5 ottobre 1883 – 27 giugno 1893  Mohammad Hasan Khan                (n. 1863 - m. 1893)
- 27 giugno 1893 – 27 ottobre 1911  Riaz al-Hasan Khan                 (n. 1876 - m. 1911) (riconosciuto il 2 agosto 1894)
- 27 ottobre 1911 – 15 agosto 1947  Mohammad Moshtaq al-Hasan Khan     (n. 1896 - m. 1977)